# 王婆
王婆是中國小說《水浒传》和《金瓶梅》的人物。

## 生平
王婆是山東清河縣人，年輕時有幾分姿色，心腸惡毒，生有一子，但她的兒子去了淮上，音訊全無，住在武大郎隔壁，家裡開了一茶坊，兼作媒婆和接生婆的生意，她從中牽線，誘使潘金莲与西门庆通姦，並唆使兩人殺害了武大郎，最後為东平府尹判先骑木驴，后受剐刑而死。
《金瓶梅》擴充了《水滸傳》這段故事，王婆心狠手辣，貪財狠毒的形象也有更深入描寫，《金瓶梅》描述潘金莲嫁給西门庆後，將迎兒丟給她暫時養活，又描述王婆三十六歲守寡，生有一子王潮，十七歲，後來與潘金蓮淫亂。

## 影视形象
- 1964年香港邵氏电影《潘金莲》：红薇（为尔冬陞、姜大卫、秦沛的母亲）
- 1974年香港邵氏电影《金瓶双艳》：王莱
- 1982年香港邵氏电影《武松》：王莱
- 1998年央视版《水浒传》：李明启
- 2011年版《水浒传》：楊青
- 2013年《武松》：惠英红
- 2014年《大话天仙》：郭德纲